# Business Bay Dubai
Business Bay (Arabisch: الخليج التجاري: Al-Khaleej Al-Tijari) is een centraal zakendistrict van Dubai in de Verenigde Arabische Emiraten. Het project omvat talrijke wolkenkrabbers in een gebied langs een nieuwe uitbreiding van Dubai Creek die zich uitstrekt van het Ras Al Khor natuurpark tot Sheikh Zayed Road. Hoewel vele gebouwen inmiddels zijn opgeleverd, is het project nog steeds in ontwikkeling.

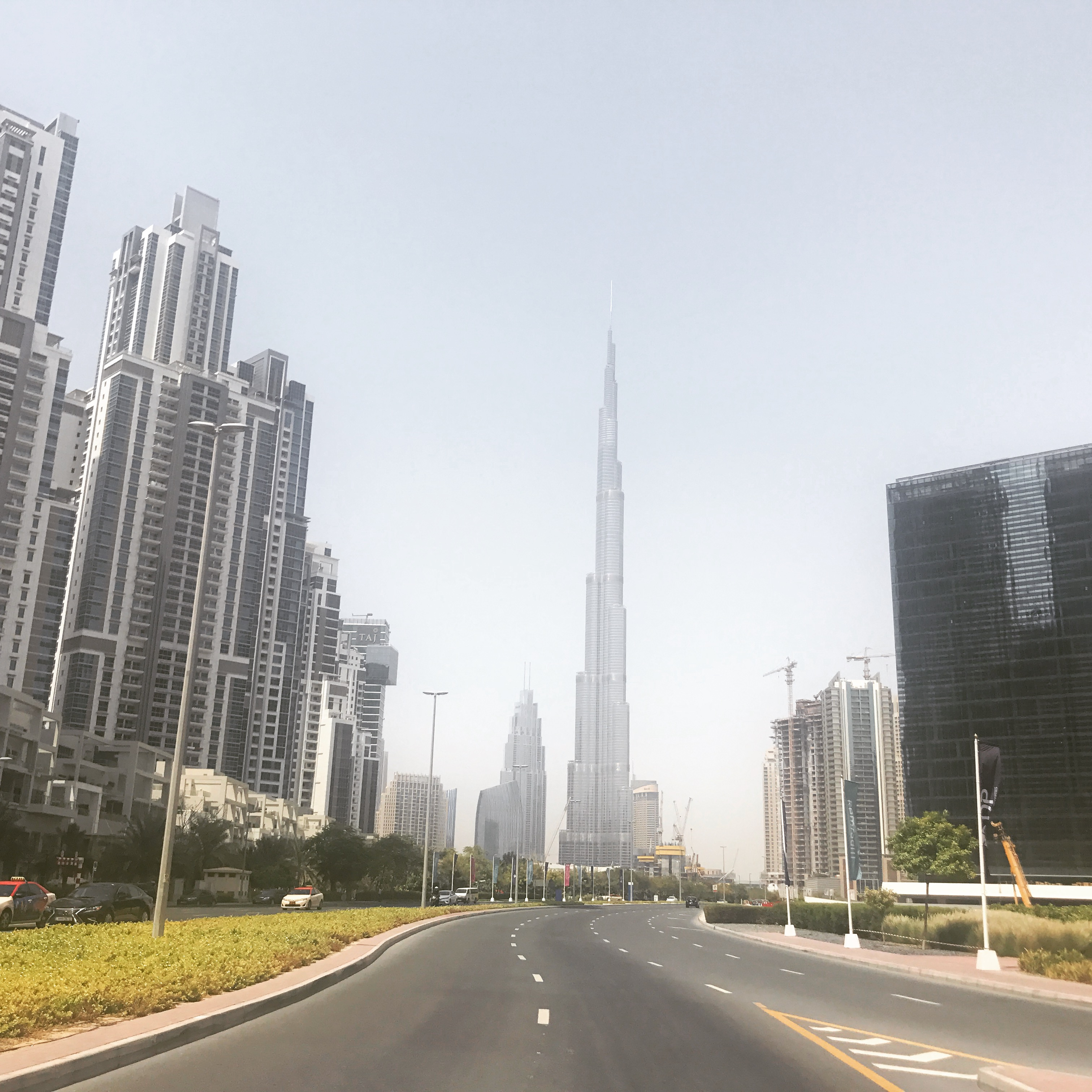
Straat in Business Bay, met zicht op de Burj Khalifa

Business Bay zal meer dan 240 gebouwen bevatten voor commercieel, residentieel en zakelijk gebruik in aangelegde tuinen met een netwerk van wegen, paden en kanalen. De infrastructuur van Business Bay werd in 2008 voltooid. Toen was ook de eerste uitbreiding van de Dubai Creek afgerond. Deze uitbreiding van 10 km is het gedeelte dat door het gebied van Business Bay loopt. De kreek liep vervolgens dood bij de Sheikh Zayed Road maar in 2016 werd de laatste 2,2 km van de Dubai Creek uitbreiding geopend: een kanaal dat de verbinding vormt vanaf Sheikh Zayed Road naar de Perzische Golf.
De Executive Towers in Business Bay bestaan uit 12 torens, waaronder residentiële, commerciële en kantoortorens. Dit zijn de eerste gebouwen die werden opgeleverd in Business Bay. Een podium met drie verdiepingen verbindt alle torens en ook de nabijgelegen Vision Tower is door een speciale doorgang verbonden met de Executive Towers.
Business Bay is verbonden met de rode metrolijn van Dubai door het Business Bay Station, dat op 25 april 2010 werd geopend.

## Wolkenkrabbers
Hieronder een lijst van voltooide (of in aanbouw maar hoogste punt bereikt) hoogste wolkenkrabbers (hoger dan 200m) in de Business Bay van Dubai (geactualiseerd april 2020):
| Naam                            | Hoogte | Voltooid | Verdiepingen |
| ------------------------------- | ------ | -------- | ------------ |
| JW Marriott Marquis Dubai Hotel | 355 m  | 2012     | 82           |
| DAMAC Towers by Paramount       | 270 m  | 2019     | 68           |
| Ubora Towers (Tower 1)          | 262 m  | 2011     | 58           |
| Vision Tower                    | 260 m  | 2011     | 60           |
| Churchill Residence             | 235 m  | 2010     | 61           |
| The Bay Gate                    | 221 m  | 2014     | 53           |
| Executive Towers Building M     | 210 m  | 2009     | 52           |
| Al Batha Tower                  | 210 m  | 2019     | 48           |
| The Citadel                     | 201 m  | 2009     | 48           |

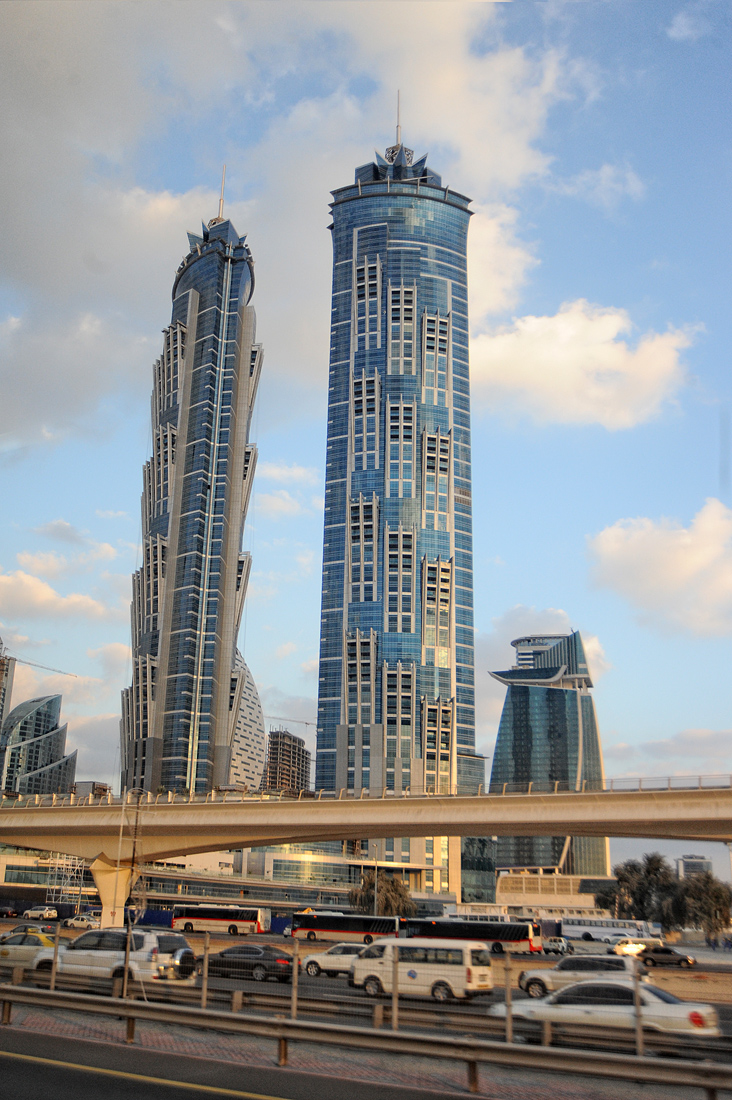
Het JW Marriott Marquis Dubai Hotel is het hoogste gebouw in Business Bay

De Burj Al Alam zou met 510m de hoogste wolkenkrabber van Business Bay worden. Maar in 2013 werd de bouw geannuleerd, nadat de in 2006 gestartte bouw in 2009 stil kwam te liggen. Alleen de fundering was nog maar gelegd. In 2013 liep de bouwput vol met water en werd daarna gedempt.